# Tiếng Lepcha
Tiếng Lepcha hay tiếng Róng (chữ Lepcha: ᰛᰩᰵ་ᰛᰧᰶᰵ; Róng ríng) là một ngôn ngữ Hán-Tạng, ngôn ngữ dân tộc của người Lepcha ở Sikkim và rải rác ở Tây Bengal, Nepal và Bhutan.

## Hiện trạng
Người Lepcha là một dân tộc thiểu số ở Sikkim và Tây Bengal của Ấn Độ, cũng như Nepal và Bhutan. Tại nơi nó hiện diện, tiếng Lepcha được nhìn nhận như một ngôn ngữ cổ, có mặt từ trước khi người nói các ngôn ngữ Tạng (Sikkim, Dzongkha, và số khác) và tiếng Nepal di cư đến. Có bốn cộng đồng nói tiếng Lepcha riêng rẽ: Renjóngmú ở Sikkim; Támsángmú ở Kalimpong, Kurseong, và Mirik; ʔilámmú ở huyện Ilam, Nepal; và Promú ở tây nam Bhutan. Số đông người nói tiếng Lepcha sống tại Ấn Độ.
Thống kê của Ấn Độ ghi nhận 50.000 người nói tiếng Lepcha, tuy nhiên số người bản ngữ tại Ấn Độ có lẽ là chừng 30.000 người.

## Phân loại
Tiếng Lepcha là một ngôn ngữ khó phân loại, George van Driem (2001) đề xuất rằng nó có lẽ gần với nhóm Mahakiranti.
Tiếng Lepcha tự nó cũng cho thấy sự đa dạng trong mình, khi tiếp nhận ảnh hưởng của các ngôn ngữ lớn tại mỗi cộng đồng. Theo Plaisier (2007), những ảnh hưởng từ tiếng Nepal và tiếng Sikkim chưa đủ đến gây sự khác biệt phương ngữ.
Roger Blench cho rằng tiếng Lepcha có một lớp nền ngôn ngữ Nam Á, bắt nguồn từ một nhánh Nam Á đã biến mất mà ông gọi là "Rongic" (dựa trên nội danh của người Lepcha).

## Đặc điểm
Tiếng Lepcha là một ngôn ngữ Hán-Tạng phi thanh điệu, song nó có những sự nhấn âm và thanh âm mang tính âm vị, được ghi lại bằng chữ Lepcha.:37 Đa phần từ vựng bao gồm những yếu tố đơn âm tiết.

## Chữ viết và Latinh hóa
Chữ Lepcha (còn gọi là "róng") là một hệ chữ âm tự với một tập hợp dấu phụ và chữ ghép riêng. Nguồn gốc của hệ chữ này không rõ ràng. Những bản thảo tiếng Lepcha cổ nhất được viết từ trên xuống, cho thấy ảnh hưởng của chữ Hán. Trước khi chữ Lepcha hình thành, văn học Lepcha được viết bằng chữ Tạng.
Có nhiều phương pháp Latinh hóa chữ viết tiếng Lepcha, với hệ thống hiện hành là của Mainwaring (1876). Đa số nhà ngôn ngữ dùng phiên bản sửa đổi của hệ thống Mainwaring. Những nhà ngôn ngữ và lịch sử khác từng dùng những hệ thống dựa trên tiếng Anh, Pháp, hay Đức.